# Richard Barbieri
Richard Barbieri (Londen, 30 november 1957) is een Brits musicus.
Barbieri maakte in 1976 zijn debuut in de muziekwereld met de groep Japan. Japan werd in eerste instantie niet positief ontvangen, maar met de jaren nam de waardering toe, culminerend in de laatste elpee die ze uitbrachten, Tin Drum. Deze stond een jaar lang in de Engelse hitlijsten.
Barbieri leverde in Japan met name zijn aandeel in het spel op de toetsen, samen met David Sylvian stak hij veel tijd in het programmeren van de synthesizers. In 1983 valt Japan uiteen.
In 1984 en 1985 werkt Barbieri samen met diverse musici, onder meer David Sylvian en Robert Fripp. Hij start ook een duo met zijn ex-Japan-collega Steve Jansen, wat lang stand zou houden en een zestal albums op zou leveren.
Japan kwam in 1989 weer voor korte tijd bij elkaar, ze produceren één album, onder de naam Rain Tree Crow. Het album wordt alom geprezen en heeft succes, maar de bandleden gaan al snel weer ieder huns weegs.
Barbieri werkte samen met Mick Karn en Steve Jansen, ze richten hiervoor een eigen label op, Medium. Onder dit label willen ze musici samen laten werken en creatief bezig laten zijn met muziek.
In deze tijd werken deze drie ook samen met Jakko Jakszyk, waarvan een kort solo-album uitkomt, Kingdom Of Dust.
Vanaf 1993 tot op heden speelt Barbieri in de progressieve rockband Porcupine Tree.
In 1998 brengt Barbieri Indigo Falls uit, een album dat hij samen met zijn vrouw, Suzanne, gemaakt heeft.
Naast alle muziekopnames en tournees schrijft Barbieri regelmatig artikelen, met name over het werken met de analoge synthesizer. Ook schrijft Barbieri muziek voor verschillende doelen, zoals voor films, voor computer-spellen, voor synthesizer-fabrikanten.
In 2005 kwam het solo-debuut van Barbieri in de vorm van het album Things Buried.

## Discografie
- Zie ook discografie Japan.
- Zie ook discografie Porcupine Tree.
- Zie ook discografie Rain Tree Crow.
- Zie ook discografie The Dolphin Brothers.

### Albums
| Album met eventuele hitnotering(en) in de Nederlandse Album Top 100 | Datum van verschijnen | Datum van binnenkomst | Hoogste positie | Aantal weken | Opmerkingen                                                             |
| ------------------------------------------------------------------- | --------------------- | --------------------- | --------------- | ------------ | ----------------------------------------------------------------------- |
| Worlds in a small room                                              | 1985                  | -                     |                 |              | als Jansen/Barbieri / met Steve Jansen                                  |
| Stories across borders                                              | 1991                  | -                     |                 |              | als Jansen/Barbieri / met Steve Jansen                                  |
| Beginning to melt                                                   | 1994                  | -                     |                 |              | als Jansen/Barbieri/Karn / met Steve Jansen & Mick Karn                 |
| Flame                                                               | 1994                  | -                     |                 |              | met Tim Bowness                                                         |
| Seed                                                                | 1994                  | -                     |                 |              | als Jansen/Barbieri/Karn / met Steve Jansen & Mick Karn                 |
| Stone to flesh                                                      | 1995                  | -                     |                 |              | als Jansen/Barbieri / met Steve Jansen                                  |
| Indigo falls                                                        | 1996                  | -                     |                 |              | als Indigo Falls / met Suzanne Barbieri                                 |
| Other worlds in a small room                                        | 1996                  | -                     |                 |              | als Jansen/Barbieri / met Steve Jansen                                  |
| Changing hands                                                      | 1997                  | -                     |                 |              | als Jansen/Barbieri/Takemura / met Steve Jansen & DJ Takemura           |
| ISM                                                                 | 1999                  | -                     |                 |              | als Jansen/Barbieri/Karn / met Steve Jansen & Mick Karn                 |
| Playing in a room with people                                       | 2001                  | -                     |                 |              | als Jansen/Barbieri/Karn / met Steve Jansen & Mick Karn                 |
| T’AI                                                                | 2001                  | -                     |                 |              | als Barbieri/Roedelius/Chianura / met Hans-Joachim Roedelius & Chianura |
| Things buried                                                       | 2005                  | -                     |                 |              |                                                                         |
| Stranger inside                                                     | 19-09-2008            | -                     |                 |              |                                                                         |
| Not the weapon but the hand                                         | 2012                  | 03-03-2012            | 96              | 1            | album met Steve Hogarth                                                 |
| Arc light                                                           | 2014                  |                       |                 |              | ep met Steve Hogarth                                                    |
| Planets and persona                                                 | 2017                  |                       |                 |              |                                                                         |
| Variants 1-5 (box)                                                  | 2017-2018             |                       |                 |              | Muziek die niet bij eerdere albums paste                                |
| Under a spell                                                       | 2021                  |                       |                 |              | Corona-album                                                            |

### Overige
Gastoptredens van Richard Barbieri op albums van andere musici
| jaar | uitvoering               | naam                         |
| ---- | ------------------------ | ---------------------------- |
| 1982 | Mick Karn                | Titles                       |
| 1983 | Ippu Do                  | Night Mirage                 |
| 1984 | David Sylvian            | Brilliant Trees              |
| 1985 | Ippu Do                  | Live And Zen (livealbum)     |
| 1986 | David Sylvian            | Gone To Earth                |
| 1988 | Hirayasu Yaguchi         | Gastronomic Invitation       |
| 1989 | Alice                    | Il Sole Nella Pioggia        |
| 1992 | Alice                    | Mezzogiorno Sulle Alpi       |
| 1993 | No Man                   | Sweetheart Raw               |
| 1993 | Mick Karn                | Bestial Cluster              |
| 1993 | No Man                   | Loveblows And Lovecries      |
| 1994 | Holi                     | Under The Monkey Puzzle Tree |
| 1994 | Gota & The Heart of Gold | Something To Talk About      |
| 1994 | Nan Vernon               | Elvis Waits (Single)         |
| 1994 | Stone Age                | Zo Laret (single)            |
| 1994 | Jakko                    | Kingdom Of Dust              |
| 1994 | Jakko                    | Mustard Gas And Roses        |
| 1994 | No Man                   | Flowermouth                  |
| 1994 | Disrhythmia              | Disrhythmia                  |
| 1995 | Gavin Harrison           | Sanity and Gravity           |
| 1995 | Mick Karn                | The Tooth Mother             |
| 1997 | H (Steve Hogarth)        | Ice Cream Genius             |
| 1997 | H (Steve Hogarth)        | Dinosaur Thing (single)      |
| 1999 | Cipher                   | No Ordinary Man              |
| 2001 | Anja Garbarek            | Smiling and Waving           |
| 2000 | Mick Karn                | Each Eye a Re Mix            |
| 2002 | Cipher                   | One who Whispers             |
| 2002 | Sheila Nicholls          | Wake                         |
| 2002 | H (Steve Hogarth)        | Spirit                       |

Steven Wilson · Richard Barbieri · Gavin Harrison 

voormalig: Colin Edwin · Chris Maitland
- Bibliothèque nationale de France: cb14047281m (data)
- Gemeinsame Normdatei: 13488289X
- International Standard Name Identifier: 0000 0000 5516 8207
- Library of Congress Control Number: no2016003186
- MusicBrainz: 4bbc567d-8d09-4dac-8a81-98a117088378
- Istituto Centrale per il Catalogo Unico: MODV591946
- Système universitaire de documentation: 162487355
- Virtual International Authority File: 27268582
- WorldCat: E39PBJg4mJGHjQbMkQJgBVTPwC